# Cheminova
Cheminova est une entreprise danoise du secteur de la chimie fine, spécialisée dans les produits phytosanitaires distribués dans 14 pays clés et, à travers les réseaux de distribution de ses partenaires, dans la plupart des autres pays. Cheminova a développé une large gamme de produits.